# Dlouhá Ves (ort i Tjeckien, Vysočina)
Dlouhá Ves är en ort i Tjeckien.   Den ligger i regionen Vysočina, i den centrala delen av landet, 110 km sydost om huvudstaden Prag. Dlouhá Ves ligger 465 meter över havet och antalet invånare är 348.
Terrängen runt Dlouhá Ves är platt. Runt Dlouhá Ves är det ganska tätbefolkat, med 72 invånare per kvadratkilometer. Närmaste större samhälle är Havlíčkův Brod, 7,5 km väster om Dlouhá Ves. Trakten runt Dlouhá Ves består till största delen av jordbruksmark.